# Šljivansko (Žabljak)
Pour les articles homonymes, voir Šljivansko.
Šljivansko (en serbe cyrillique : Шљиванско) est un village du nord-ouest du Monténégro, dans la municipalité de Žabljak.

## Démographie

### Évolution historique de la population
| 1948 | 1953 | 1961 | 1971 | 1981 | 1991 | 2003 |
| ---- | ---- | ---- | ---- | ---- | ---- | ---- |
| 243  | 268  | 262  | 224  | 156  | 73   | 31   |